# 科羅拉多鎮區 (堪薩斯州林肯縣)
科羅拉多鎮區（英語：Colorado Township）為美國堪薩斯州林肯縣轄下的鎮區。2010年美国人口普查中此鎮區人口有289人。

## 地理
科羅拉多鎮區涵蓋總面積為93.6平方（36.13平方英里），其中陸地面積為93.6平方（36.13平方英里），水域面積為0平方（0平方英里）或0%。海拔高度403（1,322英尺）。

## 人口統計
根據2010年美國人口普查，科羅拉多鎮區人口有289人，其中男性有141人，女性有148人，人口密度為每平方公里3.09人，住房計147戶。鎮區內的白人有285人，非裔美國人有0人，美洲原住民有0人，亞裔美國人有3人，太平洋島裔美國人有0人，其他種族有0人，混血種族則有1人。此外鎮區內有7人為西班牙裔或拉丁裔美國人。此鎮區之年齡中位數為46.7歲，而男性年齡中位數為46.6歲，女性年齡中位數為47歲。

## 交通

### 主要公路
- 18號堪薩斯州州道